# Ips
Ips är ett släkte av skalbaggar som beskrevs av De Geer 1775. Ips ingår i familjen vivlar.

## Bildgalleri

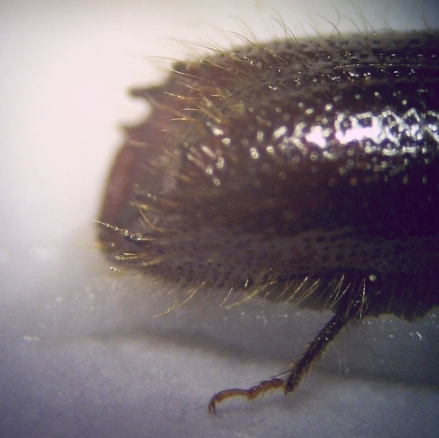
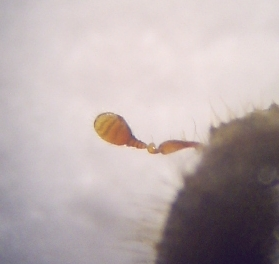

## Dottertaxa tillIps, i alfabetisk ordning[1][2]
- Ips abbreviata
- Ips acuminatus
- Ips aenea
- Ips alternans
- Ips amiskwiensis
- Ips amitinus
- Ips antheus
- Ips anthracina
- Ips apache
- Ips apicalis
- Ips arcuatus
- Ips artocarpi
- Ips ater
- Ips atomaria
- Ips atra
- Ips atripennis
- Ips attenuata
- Ips australis
- Ips avulsus
- Ips bicaudatus
- Ips bicolor
- Ips bifasciata
- Ips bifasciatus
- Ips bimaculata
- Ips biplagiata
- Ips bipunctata
- Ips bipustulata
- Ips bipustulatus
- Ips bispinosus
- Ips boleti
- Ips bonanseai
- Ips borealis
- Ips calligraphus
- Ips canaliculata
- Ips caricis
- Ips caudatulus
- Ips cellaris
- Ips celtis
- Ips cembrae
- Ips chagnoni
- Ips chamberlini
- Ips chinensis
- Ips cimeterius
- Ips cinnamomea
- Ips cloudcrofti
- Ips coadunatus
- Ips collaris
- Ips concinnus
- Ips confusus
- Ips contracta
- Ips crenata
- Ips cylindrica
- Ips decemguttata
- Ips dejeanii
- Ips dentatus
- Ips denticulus
- Ips desbassinii
- Ips dimidiata
- Ips dispar
- Ips domesticus
- Ips dorsalis
- Ips dubius
- Ips duplicatus
- Ips ebenina
- Ips elongatus
- Ips emarginatus
- Ips engadinensis
- Ips engelmanni
- Ips erosus
- Ips eustatius
- Ips eximius
- Ips fallax
- Ips fasciata
- Ips fasciatus
- Ips fejferi
- Ips ferruginea
- Ips frumentaria
- Ips fumatus
- Ips fungorum
- Ips furcatus
- Ips fusca
- Ips fuscipennis
- Ips fuscus
- Ips geminatus
- Ips gigas
- Ips grandicollis
- Ips grandis
- Ips griseus
- Ips guildi
- Ips guttata
- Ips haemorrhoidalis
- Ips harongae
- Ips hauseri
- Ips hemiptera
- Ips hoppingi
- Ips humeralis
- Ips hungarus
- Ips hunteri
- Ips impressa
- Ips inclinans
- Ips inermis
- Ips insularis
- Ips integer
- Ips japonicus
- Ips junnanicus
- Ips kelantanensis
- Ips kepongi
- Ips knausi
- Ips kuniyoshii
- Ips lanieri
- Ips latedeclivis
- Ips laticollis
- Ips latidens
- Ips lecontei
- Ips linearis
- Ips lineola
- Ips longidens
- Ips longifolia
- Ips lunata
- Ips maculosus
- Ips mannsfeldi
- Ips marginalis
- Ips maritimus
- Ips melanurus
- Ips mexicanus
- Ips micrographus
- Ips minuta
- Ips monilis
- Ips montanus
- Ips multidentatus
- Ips multistriatus
- Ips niger
- Ips nigra
- Ips nigricornis
- Ips nigripennis
- Ips nitidus
- Ips nobilis
- Ips novemmaculata
- Ips oblonga
- Ips obscurus
- Ips obtusa
- Ips onerosus
- Ips orientalis
- Ips pallida
- Ips pallipes
- Ips paraconfusus
- Ips parcius
- Ips peregrinus
- Ips perroti
- Ips perturbatus
- Ips philippinensis
- Ips picea
- Ips piceus
- Ips picipes
- Ips pilifrons
- Ips pilosus
- Ips pini
- Ips piniperda
- Ips plastographus
- Ips platycephalus
- Ips plumigerus
- Ips polygraphus
- Ips ponderosae
- Ips pubescens
- Ips punctata
- Ips pustulata
- Ips quadrimaculata
- Ips quadrimaculosa
- Ips quadrinotata
- Ips quadripunctata
- Ips quadrisignata
- Ips quinquemaculata
- Ips rhododactylus
- Ips robustus
- Ips rubripennis
- Ips rufescens
- Ips ruficornis
- Ips rufifrons
- Ips rufipes
- Ips rufus
- Ips rugicollis
- Ips sanguinicollis
- Ips sanguinolentus
- Ips scaber
- Ips schmutzenhoferi
- Ips scolytus
- Ips semirostris
- Ips sepulcralis
- Ips sericeus
- Ips sexdentata
- Ips sexdentatus
- Ips sexpunctata
- Ips sexpustulata
- Ips sexspinosus
- Ips shinanoensis
- Ips silacea
- Ips sinuata
- Ips spinidens
- Ips spinifer
- Ips spinosus
- Ips stebbingi
- Ips subelongatus
- Ips subterranea
- Ips sulcata
- Ips sulcatus
- Ips sulcifrons
- Ips swainei
- Ips tanganyikaensis
- Ips taxicornis
- Ips terebrans
- Ips testacea
- Ips thatcheri
- Ips thomasi
- Ips tosaensis
- Ips transversa
- Ips transversalis
- Ips tridens
- Ips tridentatus
- Ips tuberculatus
- Ips typographus
- Ips uncus
- Ips undata
- Ips unicolor
- Ips unidentata
- Ips ussuriensis
- Ips utahensis
- Ips vancouveri
- Ips varius
- Ips villosa
- Ips vittata
- Ips woodi
- Ips yohoensis